# Андре Милю
Андре Милю (на френски: André Milhoux) е бивш пилот от Формула 1. Роден на 21 февруари 1913 г. в Лиеж, Белгия.

## Формула 1
Андре Милю прави своя дебют във Формула 1 в Голямата награда на Германия през 1956 г. В световния шампионат записва 1 състезания като не успява да спечели точки, състезава се за отбора на Гордини.